# Maria Vladimirovna Dolgoroukova
Pour les articles homonymes, voir Famille Dolgoroukov.
La princesse Maria Vladimirovna Dolgoroukova (ou Dolgoroukaïa, en russe Мари́я Влади́мировна Долгору́кова ou Долгору́кая), décédée en janvier 1625, épousa en 1624 le tsar russe Michel Fiodorovitch.
Fille du prince Vladimir Timofeïevitch Dolgoroukov (1569—1633) et de Maria Vassilievna née princesse Barbachine-Chouiski (†1634), Maria est la première épouse de Michel Ier. Elle décède cinq mois après le mariage, célébré le 19 septembre 1624, et est enterrée dans le monastère de l’Ascension (dans l’enceinte du Kremlin).